# Abbazia di Piona
L'abbazia di Piona, o priorato di Piona, è un'abbazia italiana che si trova sulla sponda lecchese del lago di Como, nel territorio del comune di Colico.
L'abbazia sorge sull'estremità della penisola detta Olgiasca che, protendendosi nel Lago di Como, forma una caratteristica insenatura.

## Lo scenario
La primitiva chiesa dedicata a Santa Giustina sorse in età medievale, intorno agli anni 616-617; ad essa sarebbe seguita, alcuni secoli più tardi, la fondazione di un priorato, con il suo complesso abbaziale, che faceva capo a Cluny ed al suo movimento riformatore.
Il posto, per quanto decentrato, si trovava lungo una rotta militare particolarmente strategica per il tempo, importanza che mantenne anche in età moderna e contemporanea e per il cui possesso si schierarono eserciti locali, regali ed imperiali.

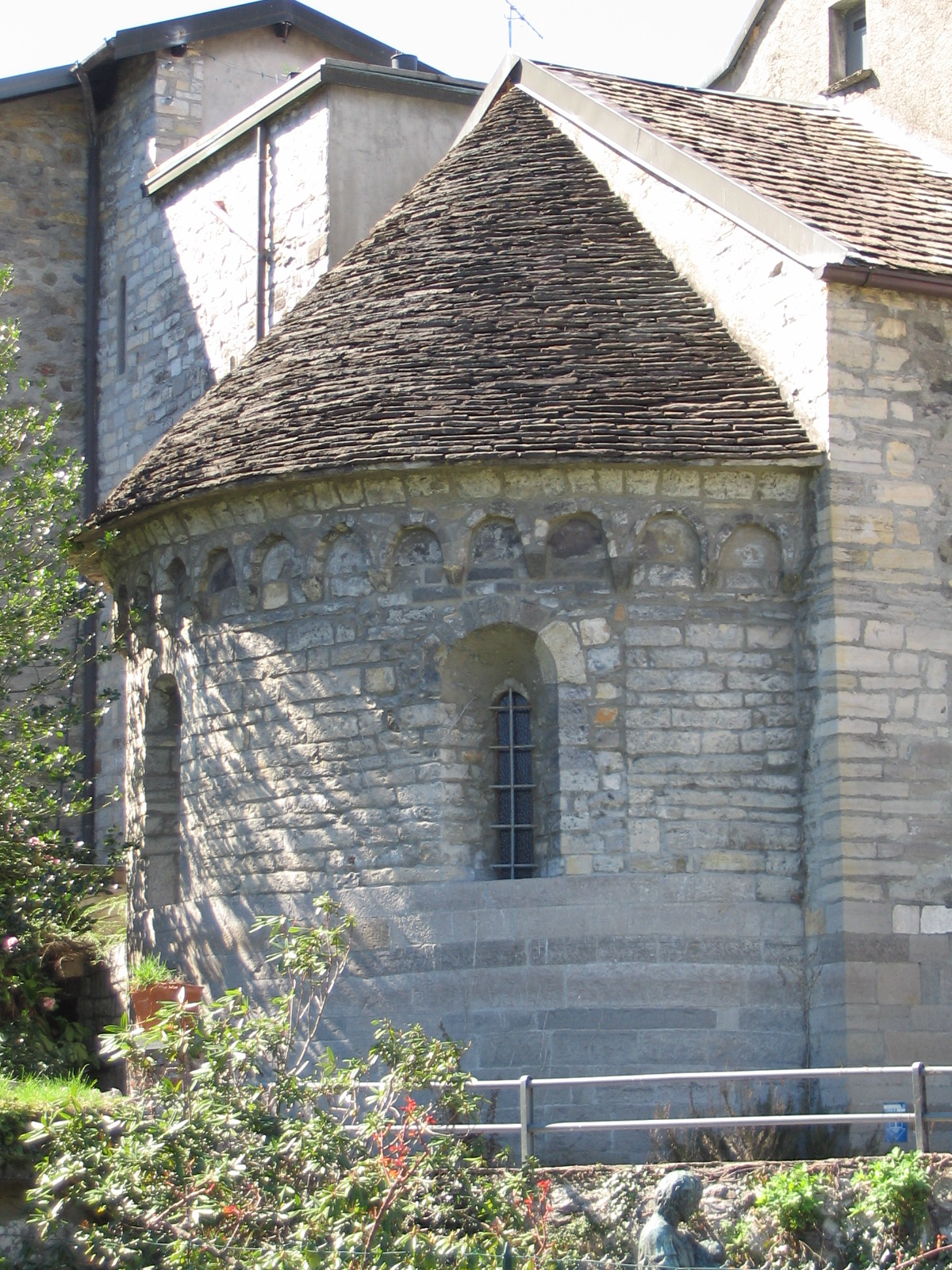
Abside della chiesa di San Nicola

Si tratta della strada che collega, attraverso la Valtellina, il milanese e quindi l'Italia centro-settentrionale all'Europa e che per questo rivestiva un'importanza strategica decisiva. Il suo possesso assicurava a quanti ne avevano il controllo la porta d'accesso più agevole verso il cuore dell'Europa.
Così fu per i Celti poi per i Romani, i Longobardi, i Franchi, gli Ottonidi per arrivare a Carlo V che attraverso essa univa la Spagna alle Fiandre, per finire con i napoleonici ed, in tempi più recenti, con le truppe naziste in rotta verso la Germania sconfitta.
Tra questa strada ed il priorato si erge il promontorio del Montecchio che lo nasconde e ne rende difficile il raggiungimento.

## La storia
Le prime notizie storiche risalgono al VII secolo, a un cippo coevo, ora sistemato sotto i portici dell'abbazia, che testimonia la costruzione di un oratorio voluto da Agrippino, tredicesimo vescovo di Como:
(ex Marcora C. – Il priorato di Piona)

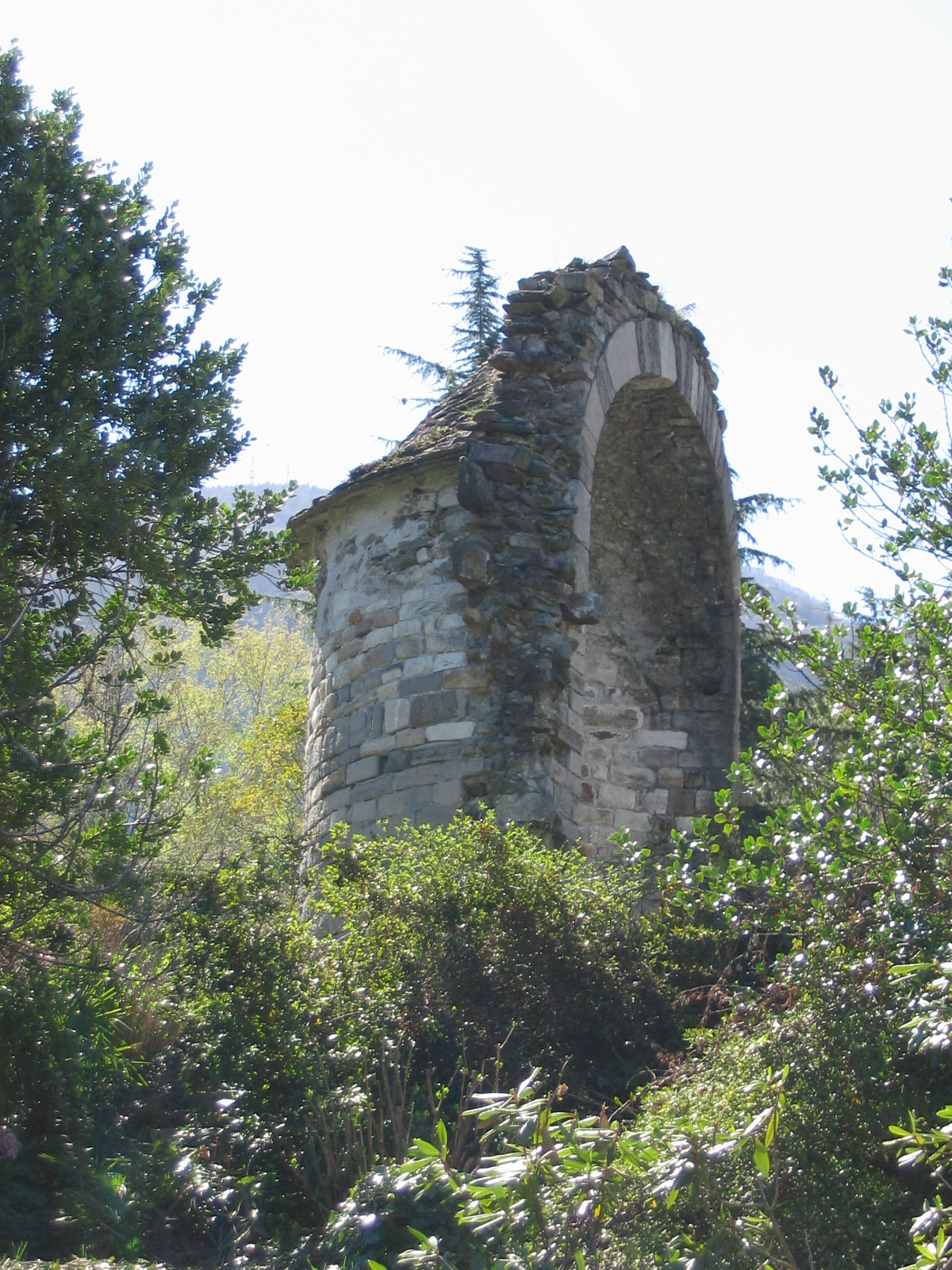
Santa Giustina, rudere

Secondo alcuni, il rudere di un'abside che ancora svetta dietro l'attuale chiesa di San Nicola apparterrebbe a questo primitivo edificio cultuale, anche se un'osservazione del modo in cui la struttura fu edificata lascia intendere una struttura costruita tra i secoli XI e XII.
Gli storici si sono esercitati sulle reali intenzioni di Agrippino e sulla destinazione di quello che potrebbe essere stato un asceterio, ma tutte le ipotesi rimangono senza risposta. Forse Agrippino voleva solamente erigere una chiesa in onore di Santa Giustina o creare un plesso monastico magari femminile o forse un posto dove ritirarsi in preghiera e meditazione in attesa dell'ultimo passaggio. Non aiuta neanche il lemma Oratorium inciso nel cippo, dati i suoi molteplici significati.
Ad ogni modo, la più antica attestazione documentale del priorato cluniacense di San Nicolò è del 1264.

## La chiesa di San Nicola
Nell'attuale Piona esistono due edifici: l'odierna chiesa di San Nicola, costituente il vero e proprio nucleo edilizio del Priorato di Piona, e in posizione retrostante resti di un primitivo edificio ossia un rudere di una porzione di abside che può ragionevolmente essere attribuita all'oratorium voluto da Agrippino.
Sono resti che, per le loro dimensioni, fanno pensare a un edificio piccolo e raccolto, degradato col tempo e quindi distrutto, che così ha fatto posto al successivo edificio dedicato a San Nicola.
Della costruzione di quest'ultimo non si ha una datazione certa né una documentazione storica che ne testimoni attori ed intenzioni.

Agli inizi del XX secolo è stata casualmente scoperta un'iscrizione all'interno della chiesa che affermava che la stessa era stata consacrata nel 1138 alla Vergine, dal che si deduce che a quella data l'edificio, ora dedicato a San Nicola, esisteva già. Oscuro rimane il passaggio dedicatorio dalla Vergine a San Nicola. 
Nel corso del XII secolo, la chiesa di San Nicola fu allungata dalla parte dell'attuale facciata, modifica che andò ad incorporare un precedente atrio.

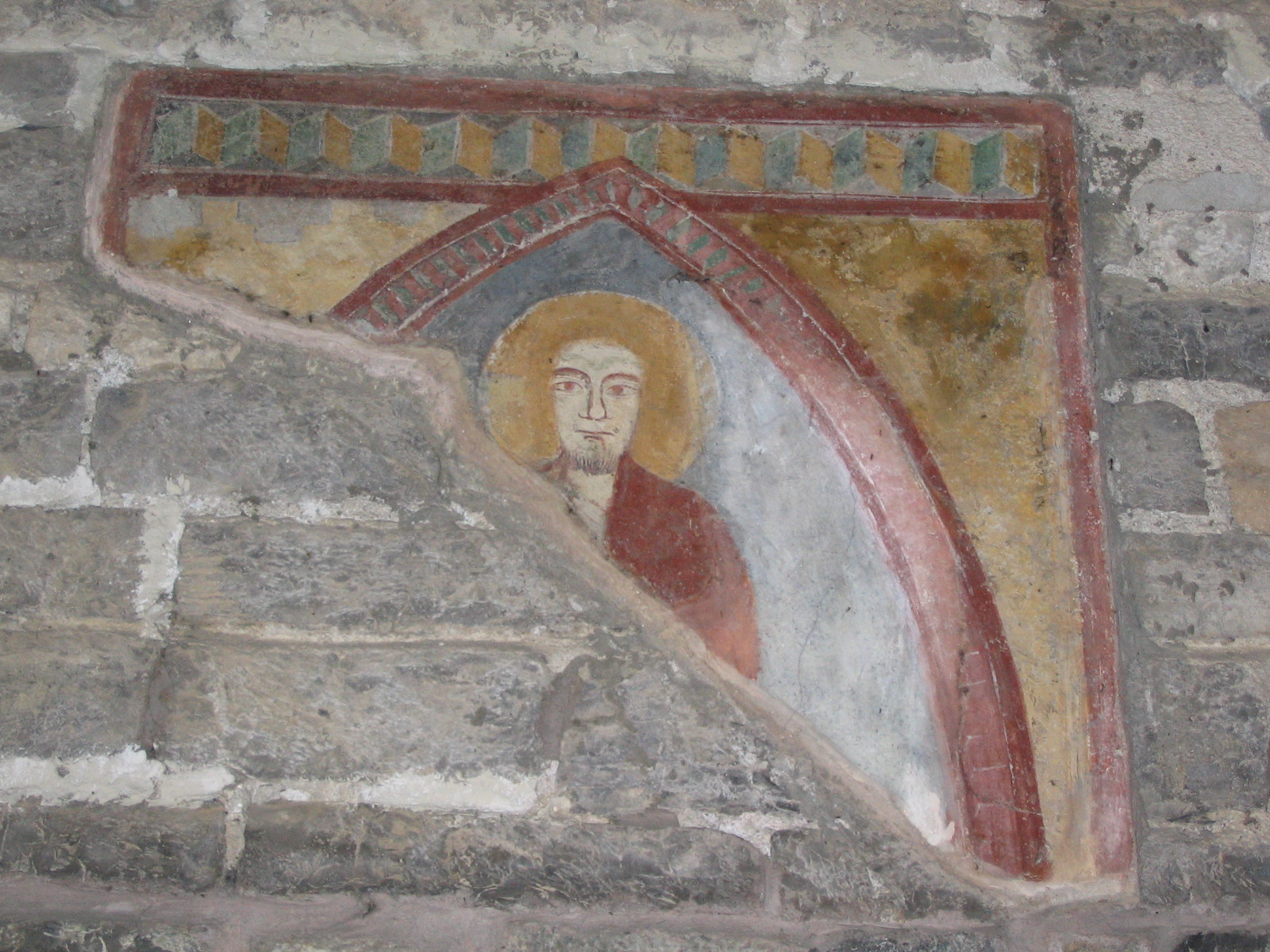
Probabile Majestas Domini o Trasfigurazione

Altre date certe sono quelle del 1252 e 1257 nelle quali due lapidi certificano che fu costruito, per iniziativa del priore Bonacorso da Canova di Gravedona, l'attuale chiostro forse in sostituzione di uno precedente degradato o più piccolo.
Si è pensato che il priorato potesse essere il risultato della traslazione di un più vetusto monastero, quello di San Pietro di Vallate, ma studi hanno respinto tale ipotesi. Rimane più credibile la successione dall'asceterio di Santa Giustina, ormai distrutto, con una nuova dedica conseguente alla diffusione del culto di San Nicola.

## L'architettura

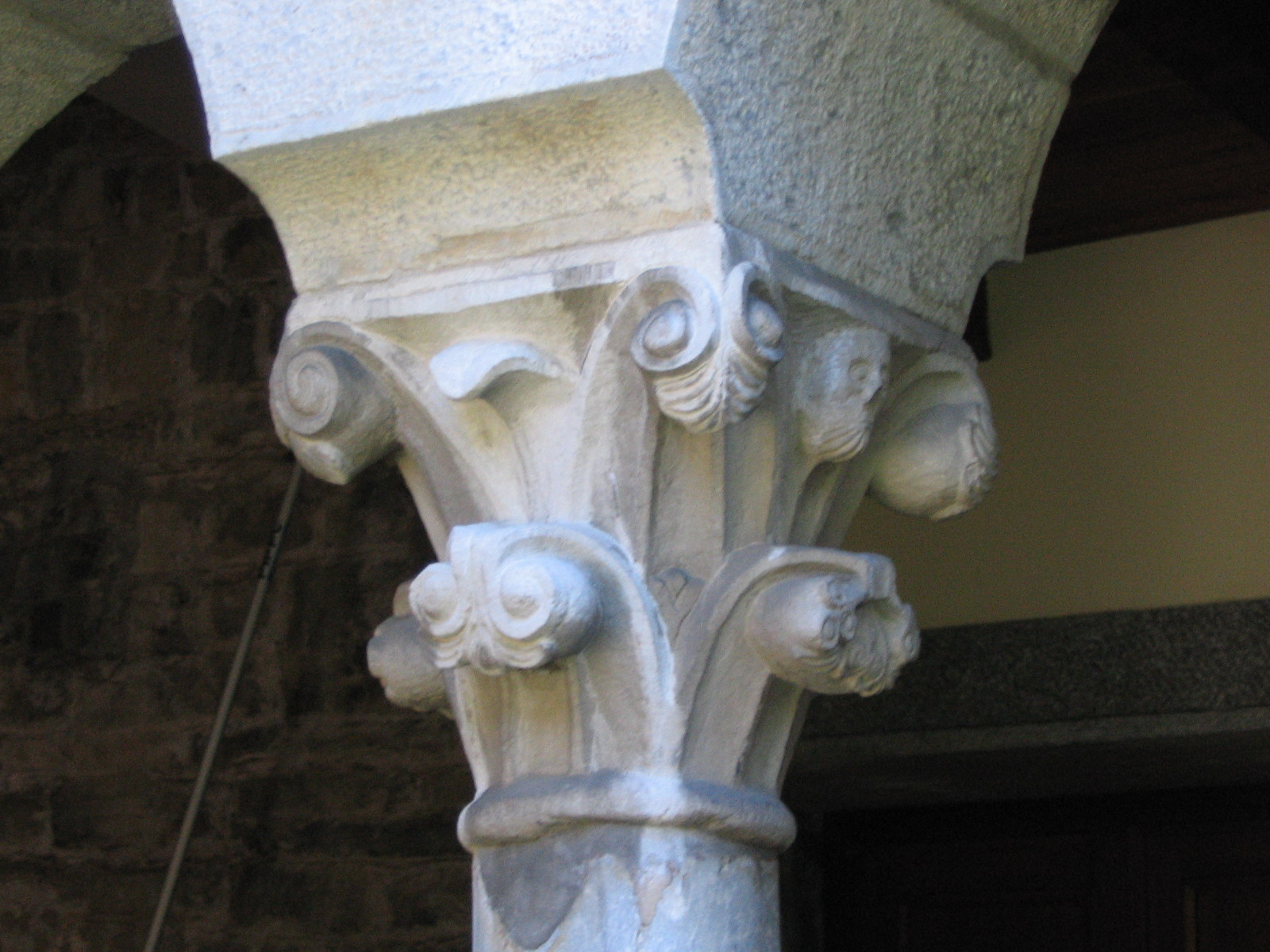
Capitello

L'architettura del complesso abbaziale rientra nel cosiddetto romanico lombardo con influenze transalpine. In alcuni particolari ci sono degli spunti che fanno pensare al gotico francese di ispirazione cluniacense, cosa verosimile tenuto conto dei rapporti con la casa madre, Cluny.
La chiesa, a navata unica terminante in un'abside con copertura a botte affrescata, è lunga circa 20 metri e larga circa 8, il che ne fa una costruzione non grande e raccolta, comunque idonea ad una piccola comunità monastica.
L'edificio attuale è il risultato di un ampliamento, per allungamento, di una precedente chiesa la cui consacrazione risale al 1138, per mano del vescovo di Como Ardizzone I; l'esame delle caratteristiche architettoniche della nuova addizione ne suggerisce per la costruzione il XII secolo. In particolare, la chiesa sarebbe stata allungata verso occidente, andando così a inglobare e a innalzare un atrio che introduceva la facciata dell'edificio originario. L'attuale facciata porta ancora i segni di una realizzazione effettuata in due fasi costruttive distinte, con la parte superiore realizzata in un'epoca più tarda rispetto a quella inferiore. La vetrata nella monofora, collocata nel 1997, è opera di Alberto Ceppi.
La geometria della navata è rettangolare lievemente irregolare con la parte aggiunta non perfettamente in linea con l'asse dei primitivi muri perimetrali. 
All'interno della navata trovano posto due leoni stilofori in stile tardoromanico. I leoni, che un tempo facevano parte di un pulpito, sostengono due acquasantiere.
La chiesa ha un campanile quadrato che è stato ricostruito alla fine del XVIII secolo in seguito al crollo del campanile precedente che era di forma ottagonale, su base quadrata, come quello che si trova in Santa Maria del Tiglio a Gravedona; anche la collocazione del campanile era diversa, si trovava sul lato opposto della chiesa e il crollo avvenne a causa della forte pendenza del terreno.

### Le absidi
L'abside dell'attuale chiesa, con copertura a piramide, presenta due piccole monofore a doppio sguincio ed è affrescata nella volta con una mandorla, quasi illeggibile, racchiudente un Cristo in maestà con simboli evangelici.

Nella parete sottostante sono affrescati gli Apostoli in postura ieratica bizantineggiante. Vi è incertezza sugli autori degli affreschi e sulla loro datazione che potrebbe essere del XII-XIII secolo.

All'esterno presenta un'ornatura con leggeri ed eleganti archetti. 
Poco dietro rimane il rudere dell'abside di un precedente edificio ecclesiale, la probabile chiesa di Santa Giustina del vescovo Agrippino.

### Il chiostro

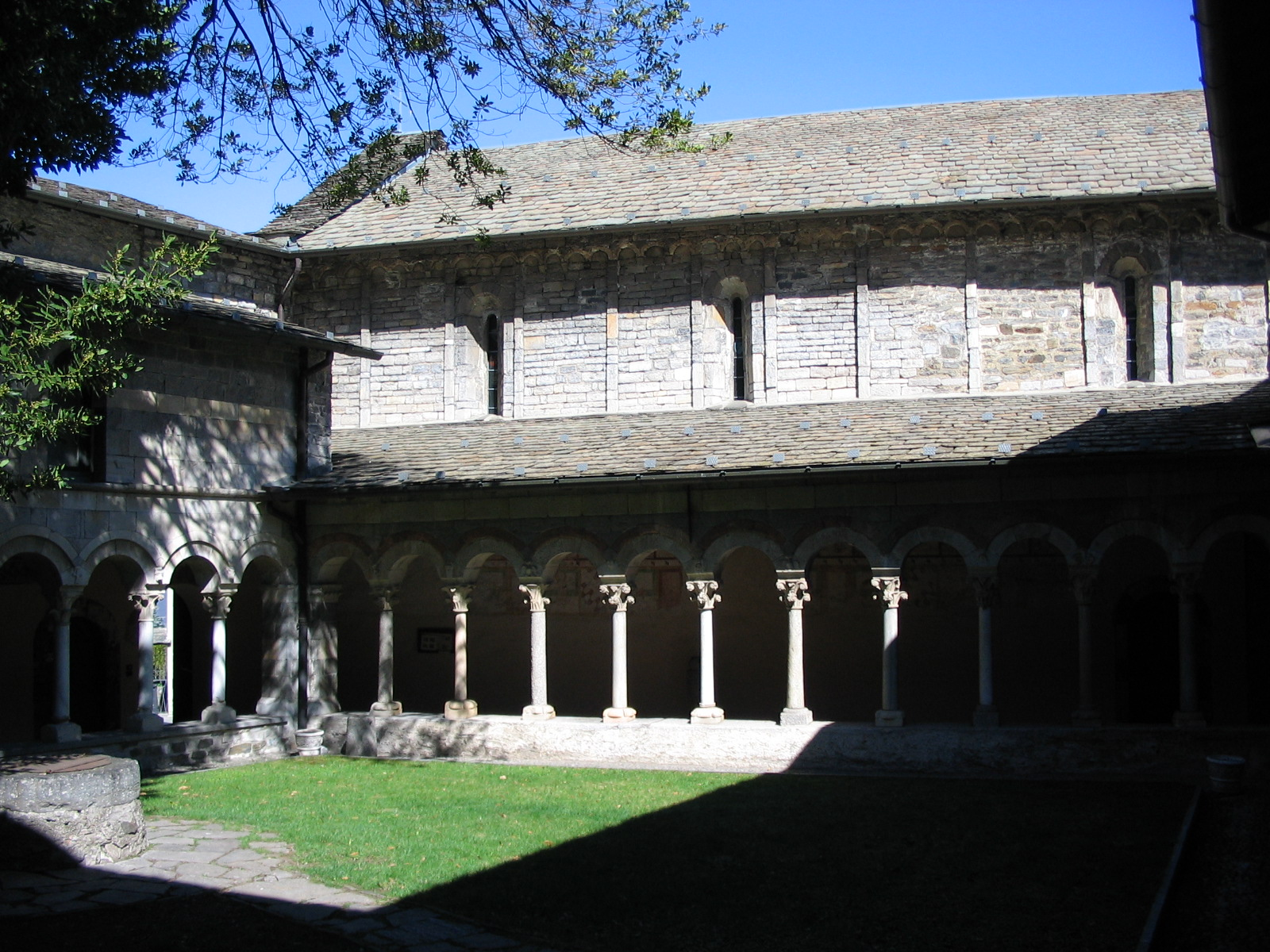
Il chiostro

Addossato alla parete sud della chiesa si trova un chiostro costruito tra il 1252 e il 1257, su impulso dell'abate Bonacorso di Gravedona. Così recita infatti una lapide presente in loco:
L'erezione dell'attuale chiostro avvenne probabilmente in sostituzione di uno precedente di cui non si ha notizia, dotato di archi e capitelli finemente scolpiti con figure ed allegorie care a Cluny.
Il chiostro ha una forma quadrangolare irregolare che gli fa assumere un aspetto leggermente romboidale. È racchiuso da archi a sesto pieno poggianti su colonnine e capitelli estremamente eleganti e interessanti per i loro particolari architettonici, diversi uno dall'altro. I lati del chiostro sono costruiti a livelli tra loro differenti. Nei capitelli si sente l'influenza del gotico francese o secondo alcuni del gotico cluniacense puro.
La parete nord del portico è ornata da un affresco particolare, una sorta di calendario simbolico con scene che fanno riferimento a singoli mesi o stagioni dell'anno e rappresentanti i lavori agricoli tipici del periodo. Questo disegno è una striscia, quasi un fumetto che percorre la parete, di non eccelsa fattura artistica, che racconta dei lavori agricoli del periodo.
Residui di affreschi più o meno leggibili si trovano anche nelle altre pareti del chiostro.

## L'epilogo
Il priorato di Piona era inserito in quella grande rete monastica che da Cluny si era irradiata in tutta la cristianità sulla spinta di una nuova evangelizzazione e del bisogno di una riforma della Chiesa ormai sentita come corrotta e temporale. Da questo movimento derivò alla Chiesa nuova linfa religiosa, vitale per la sua missione, ma anche una maggiore crescita politica in un momento che presto sarà teatro della contesa fra istituzioni universali, Papato ed Impero.

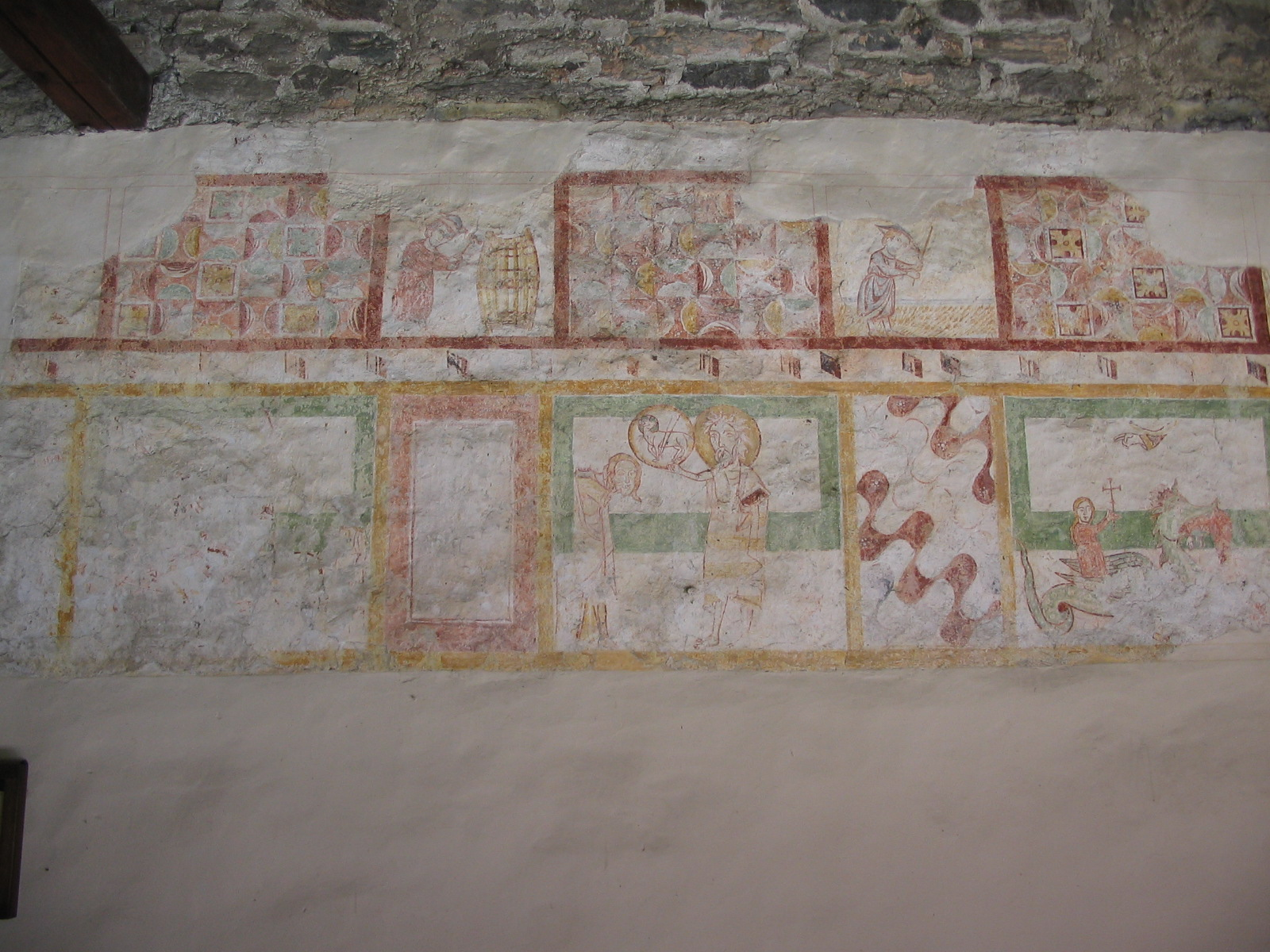
Il calendario

Cluny e il suo movimento ebbero un enorme successo religioso e un grandioso sviluppo economico e politico all'ombra di potenti patroni politico-militari, successo strettamente correlato al loro favore. Ma con l'affievolirsi di questo e con la comparsa di altri concorrenti religiosi, i cistercensi che meglio interpretavano le mutate esigenze spirituali, iniziò il declino di Cluny e quello della sua rete tanto miracolosamente costruita e tanto capillarmente diffusa.

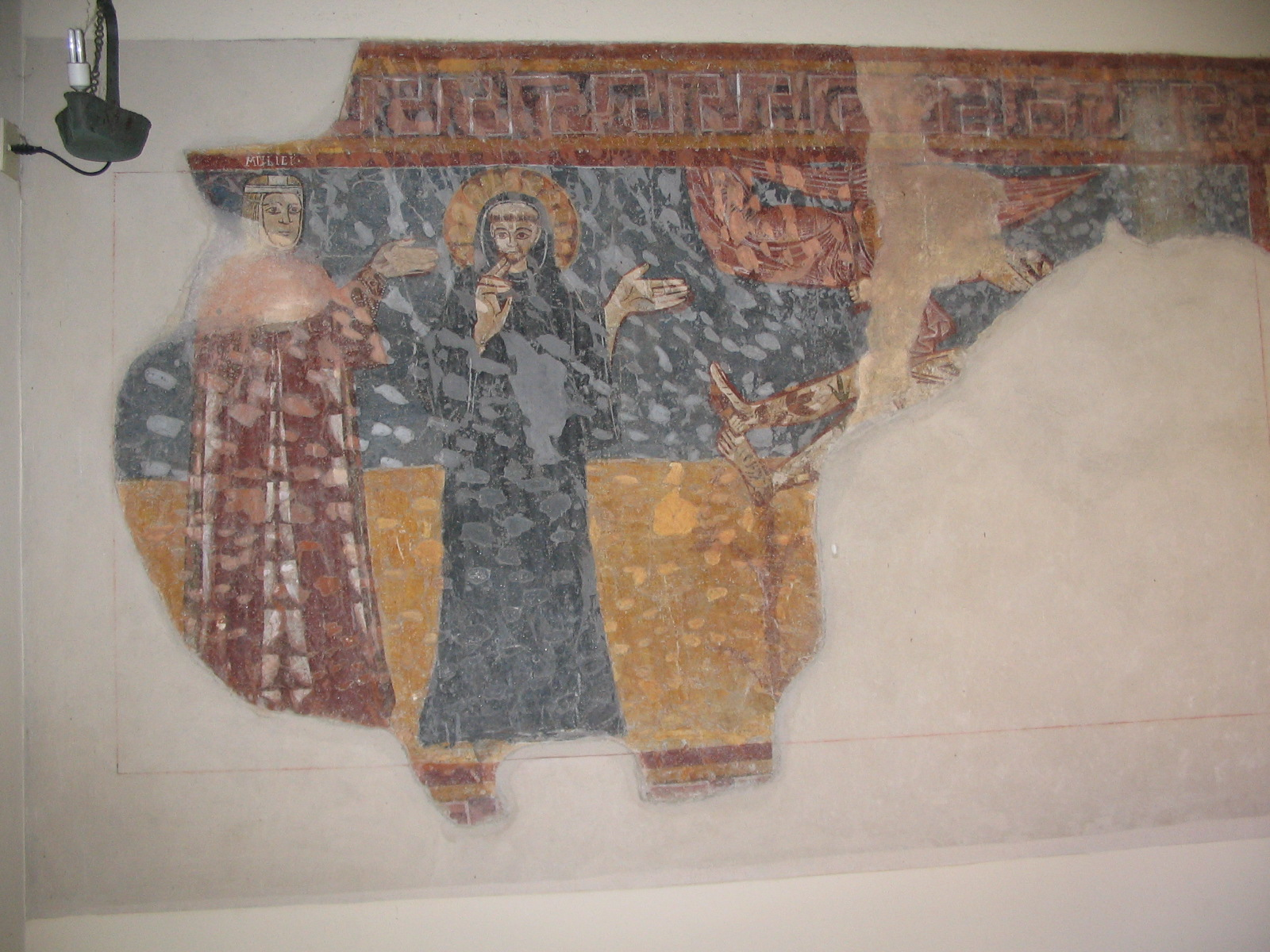
S. Benedetto

Anche Piona seguirà la sorte di Cluny e di altri priorati: lentamente ed inesorabilmente decadrà, diminuiranno i monaci e il suo priorato si ridurrà a prebenda da scambiarsi tra i potenti del momento, come occasione di gratificazione per i propri sodali fedeli, per i benefici economici che se ne potevano estorcere senza, peraltro obbligo di quegli interventi di ordine materiale e morale che avrebbero potuto salvare Piona.
È l'istituto della commenda. L'istituzione di tale gestione in commenda venne decretata sul finire del XV secolo da papa Sisto IV. 
Attraverso una temperie di avvenimenti storici, il monastero finì nell'elenco dei beni secolarizzati da un decreto napoleonico datato 1798.
Divenuto proprietà privata, il complesso fu trasformato in un'azienda agricola.
Solo la munificenza della famiglia Rocca, proprietaria del complesso dal 1935, fece rinascere il monastero con la sua donazione alla congregazione cistercense di Casamari, in memoria di un membro della famiglia, Cesare Rocca, e della moglie, Lidia, uccisi nell'Eccidio del cantiere Gondrand durante la Guerra d'Etiopia. I monaci cisternensi presero possesso del priorato il 13 febbraio 1938.
Dell'antico monastero sopravvive anche la sala capitolare, restaurata nel 1969.

## Comunità cistercense
I monaci cistercensi della comunità di Piona si sono cimentati da secoli nella produzione di vari elisir a base di alcool ed erbe, tra cui le fortissime Gocce Imperiali (90°), l'Alpestre a base di erbe alpine e l'Elisir San Bernardo, un amaro con proprietà digestive. Ad oggi, i monaci rimasti nell'abbazia continuano a produrre i suddetti liquori che rappresentano una fonte di sostentamento economico per la comunità.

## Particolari artistici

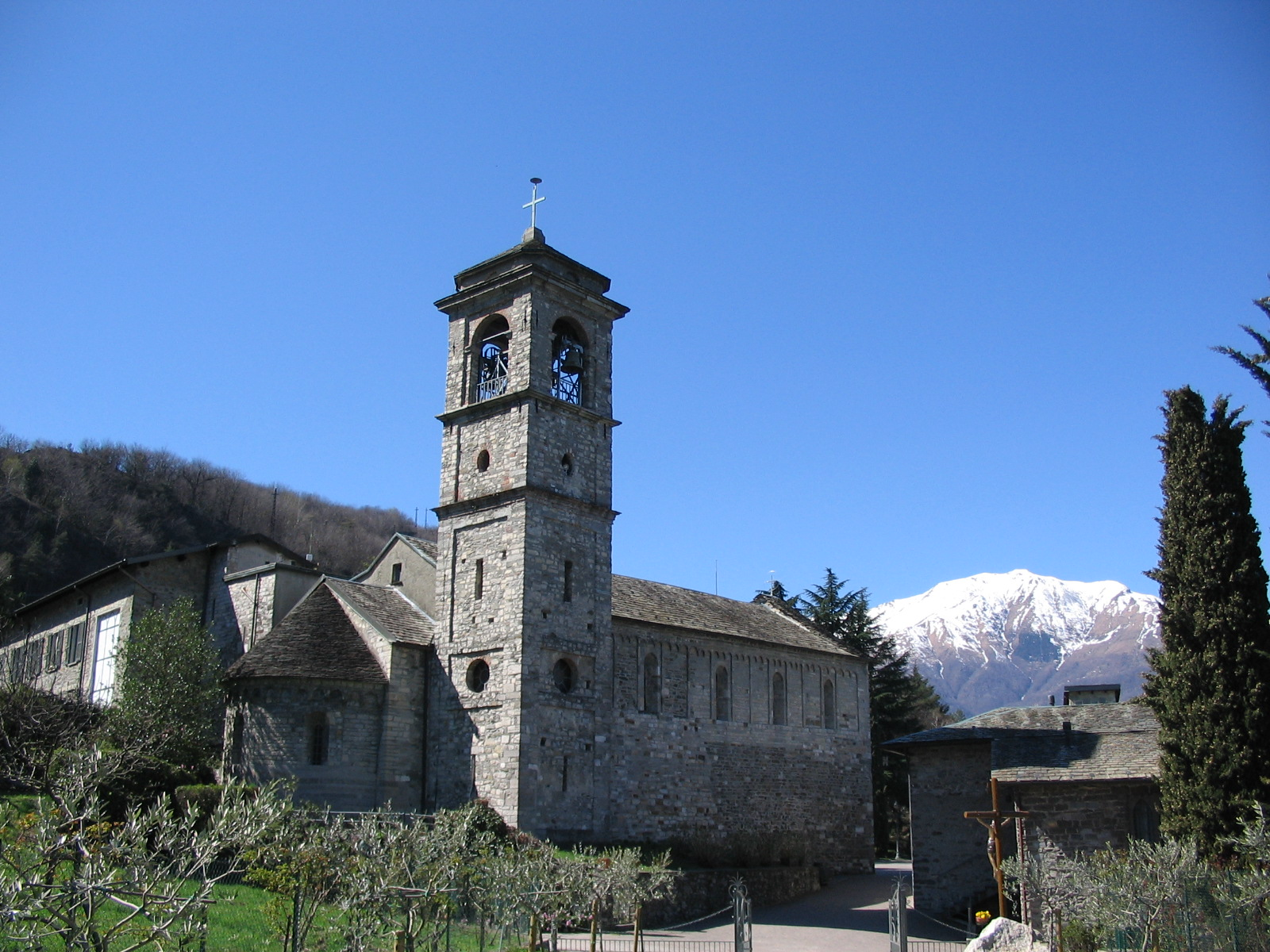
Panorama
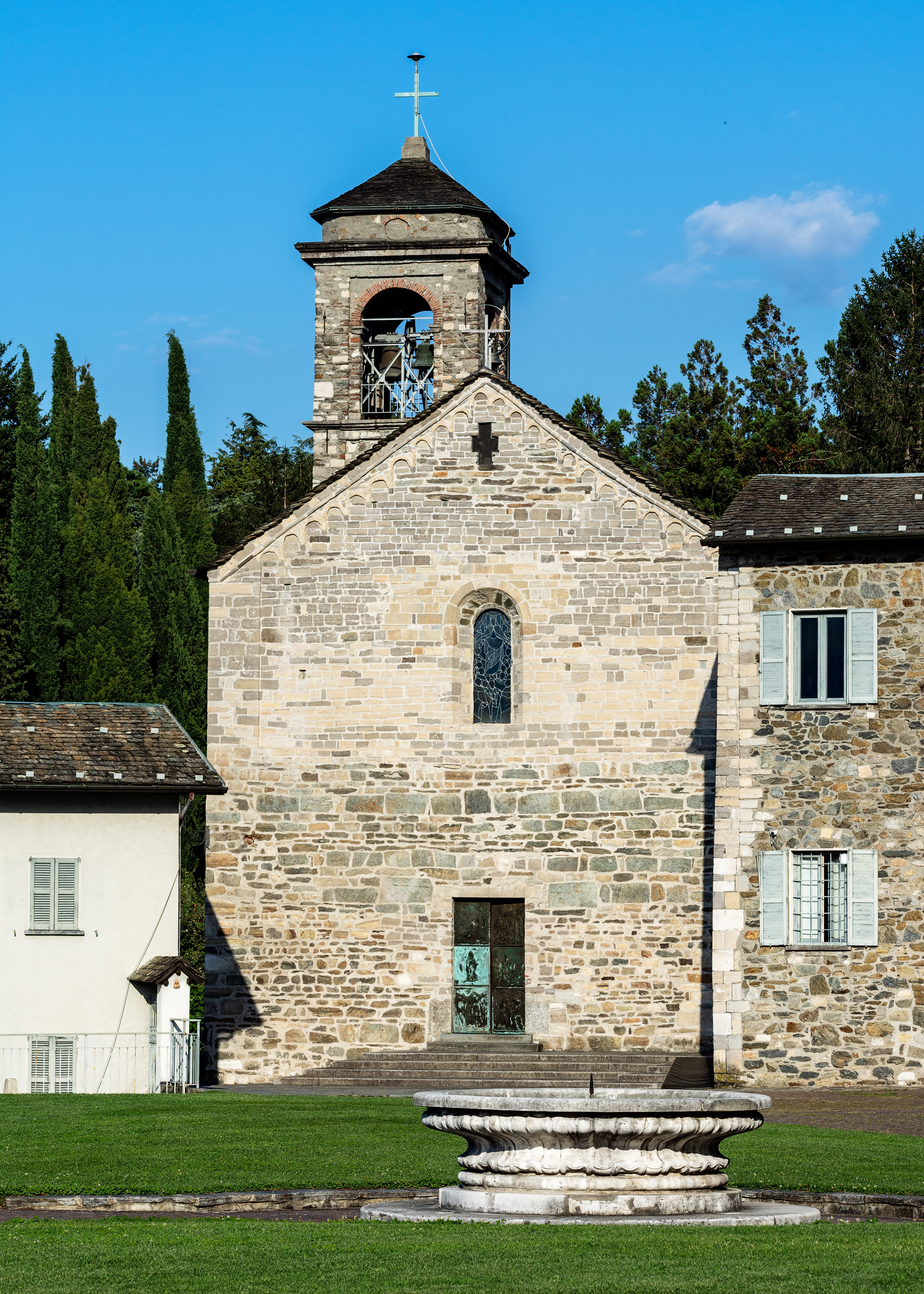
Facciata
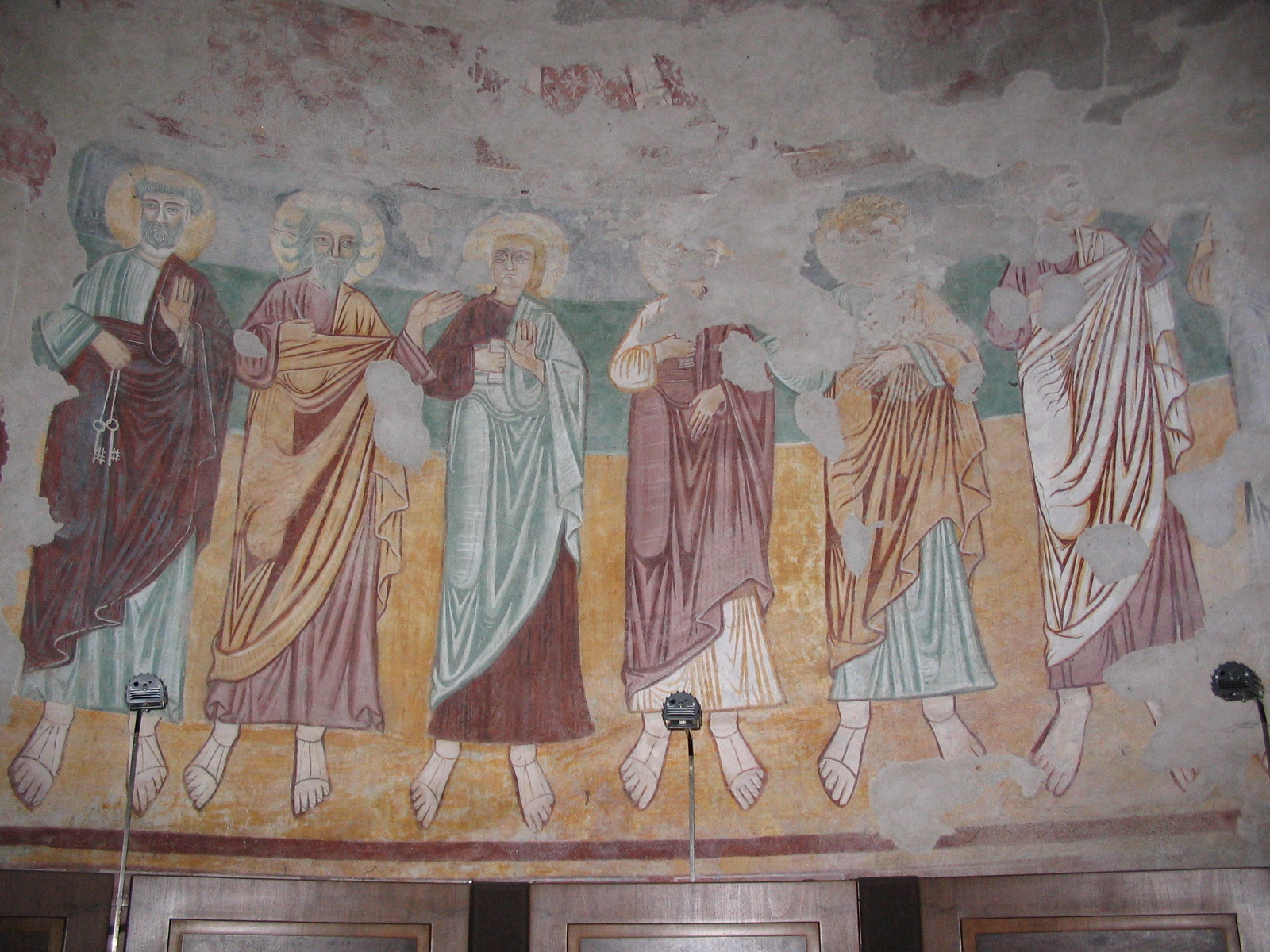
L'abside
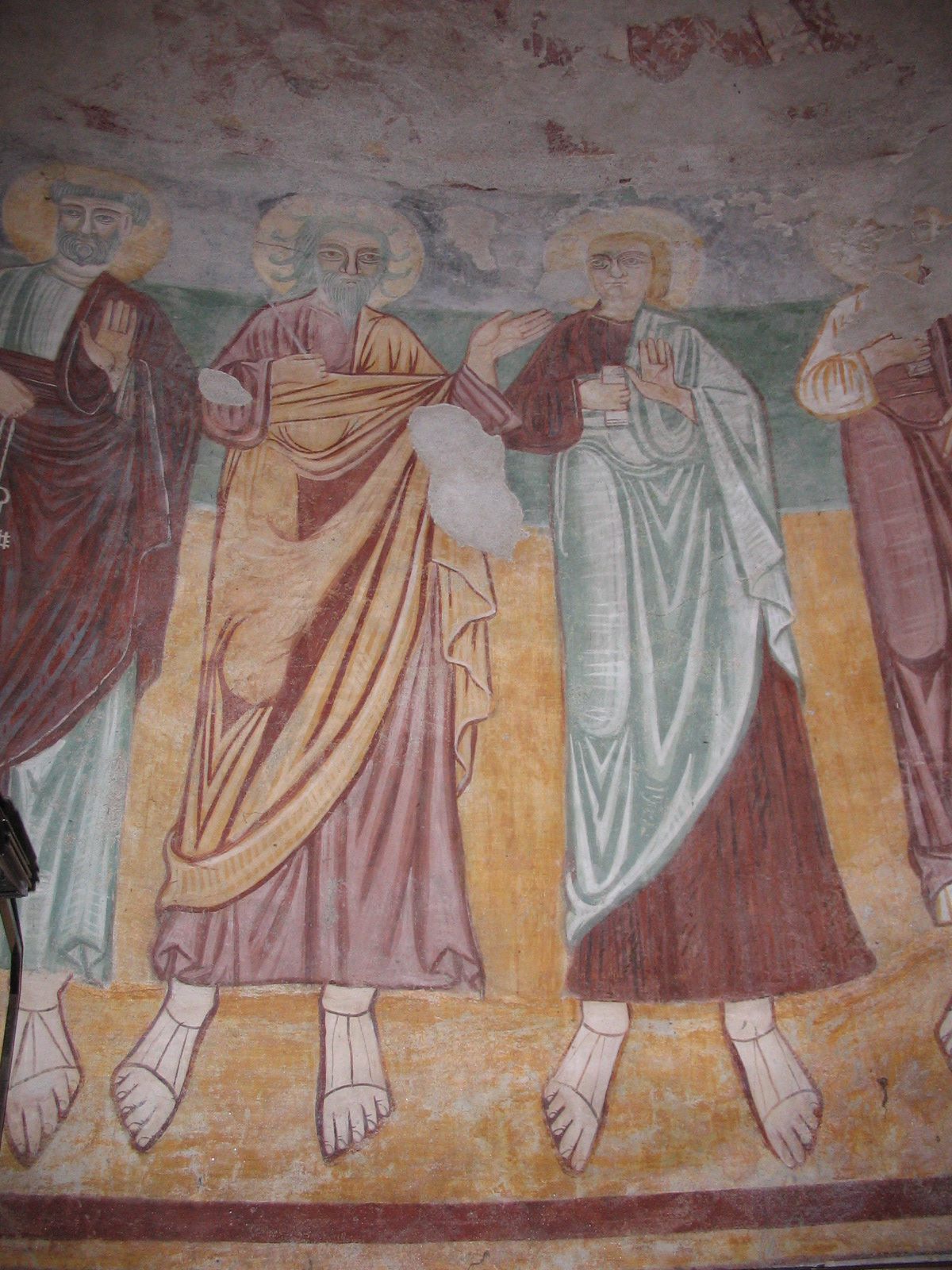
L'abside part.
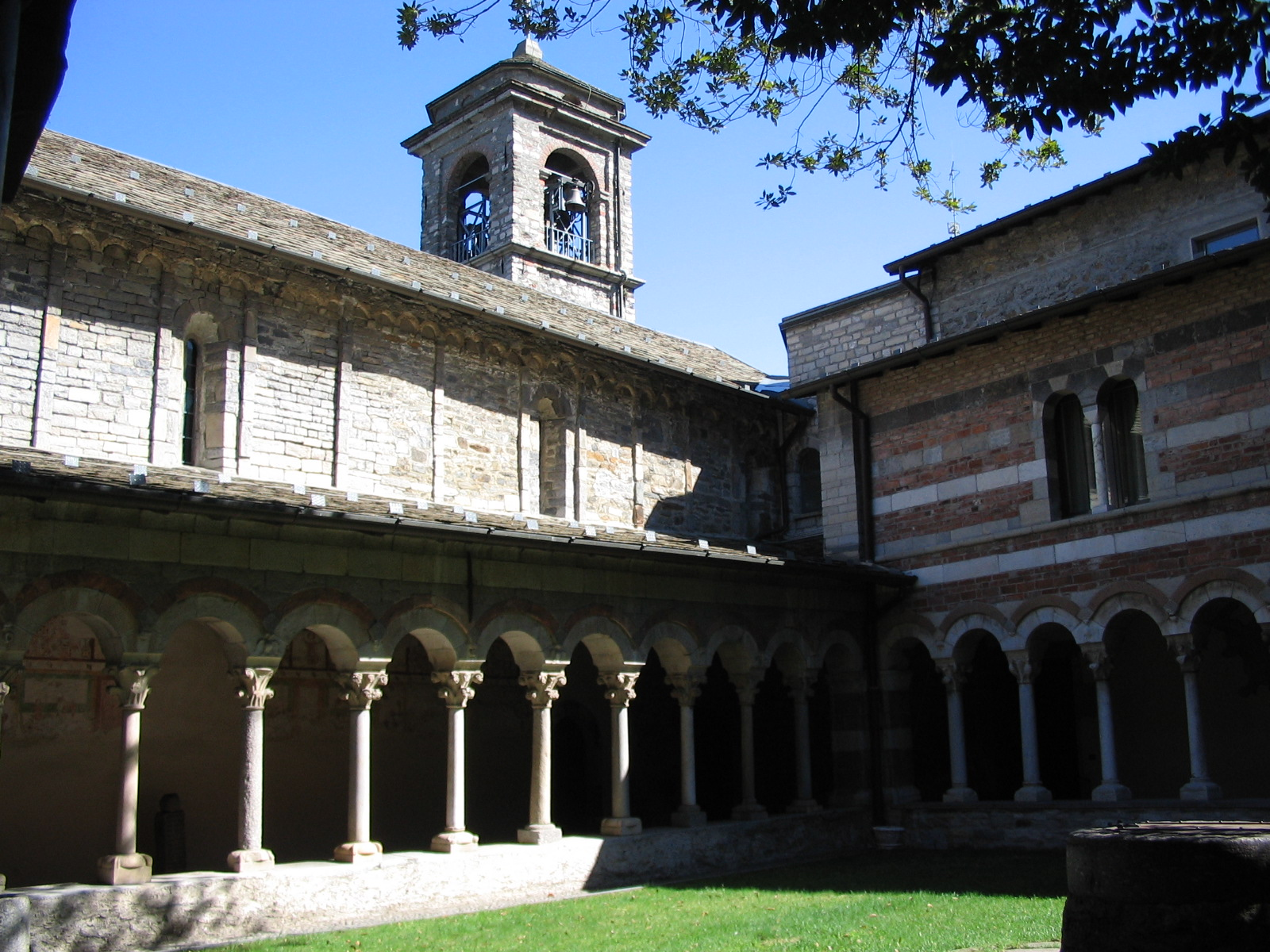
Il Chiostro
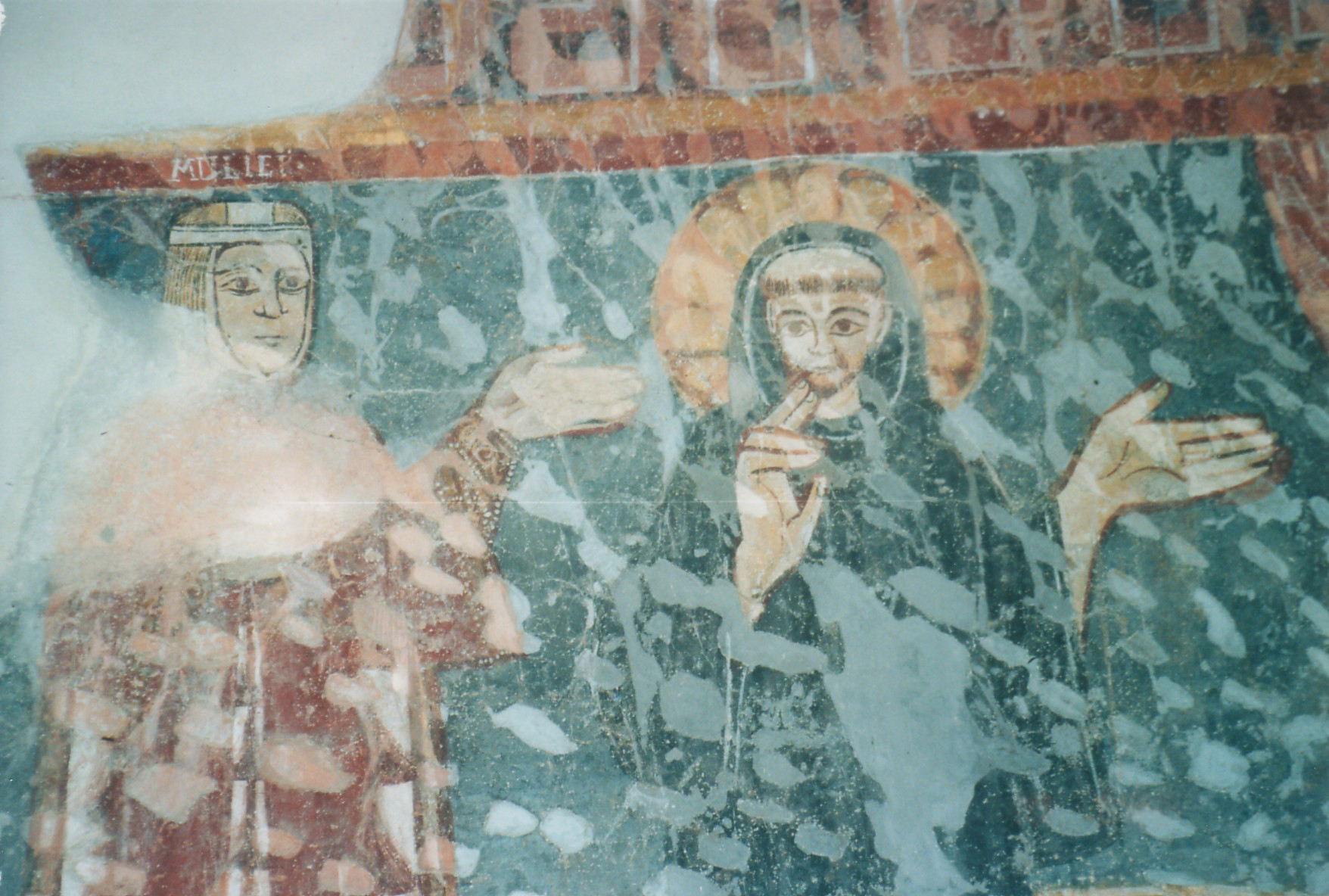
S Benedetto part.
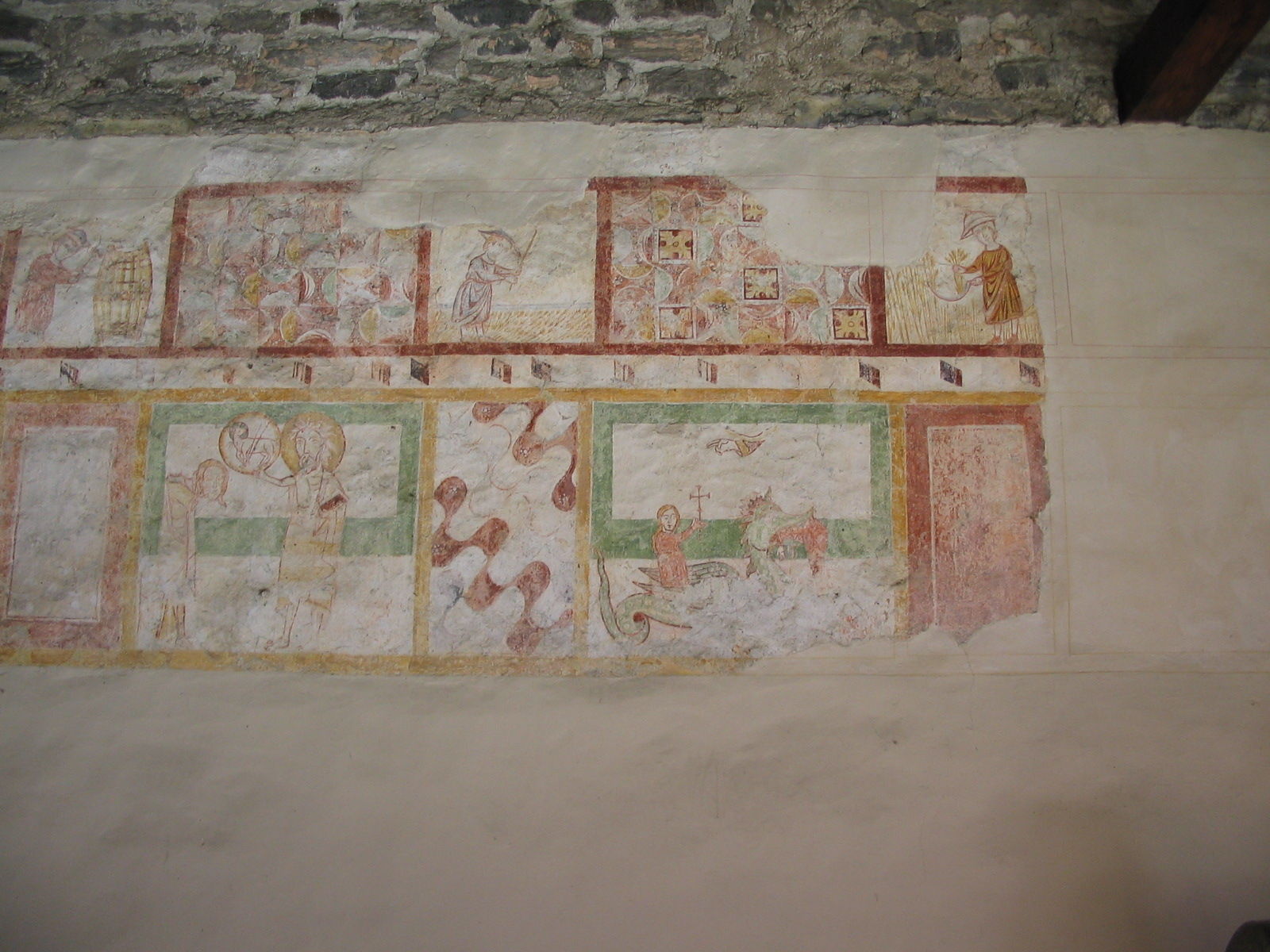
Il calendario
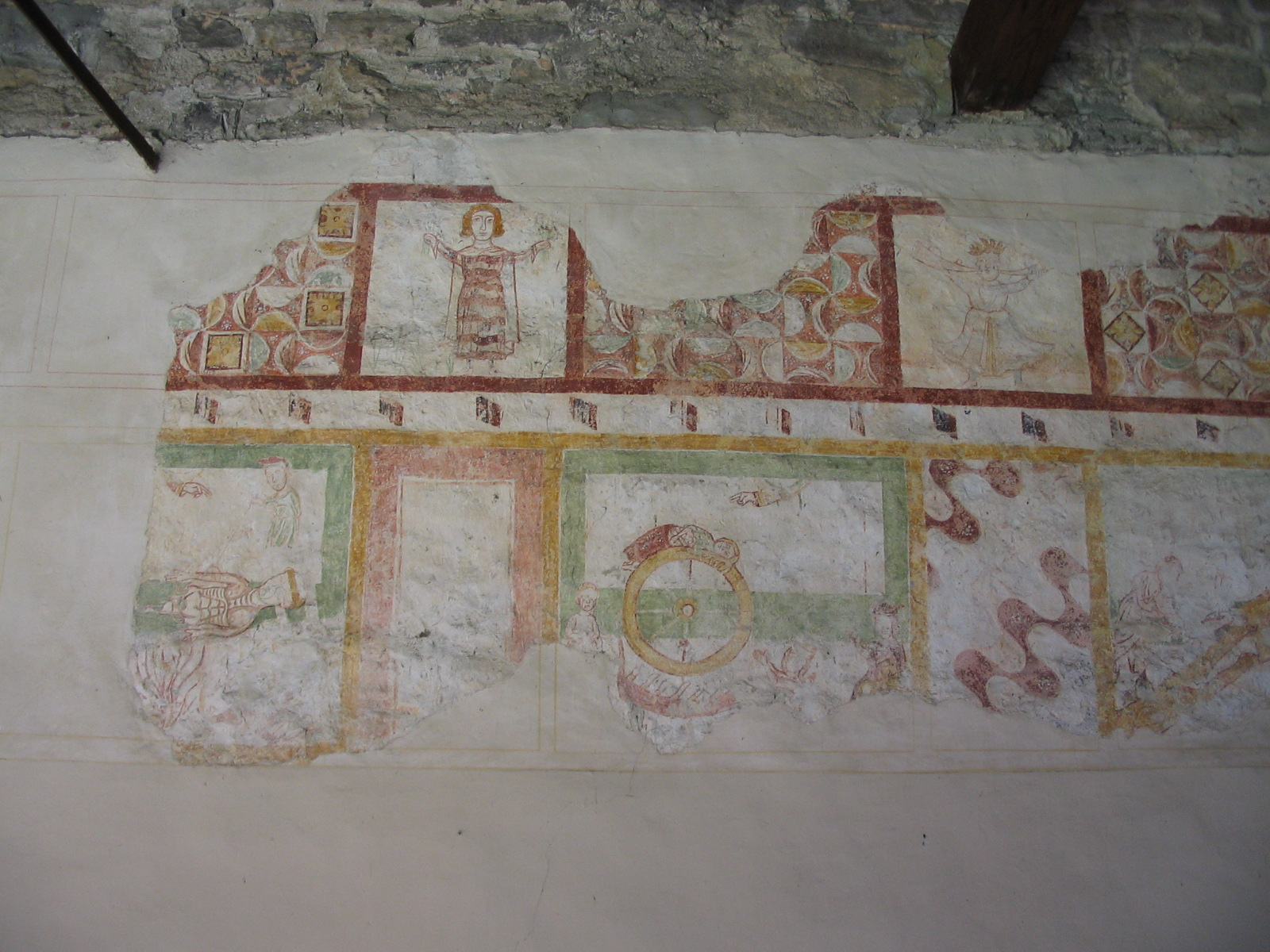
Il calendario
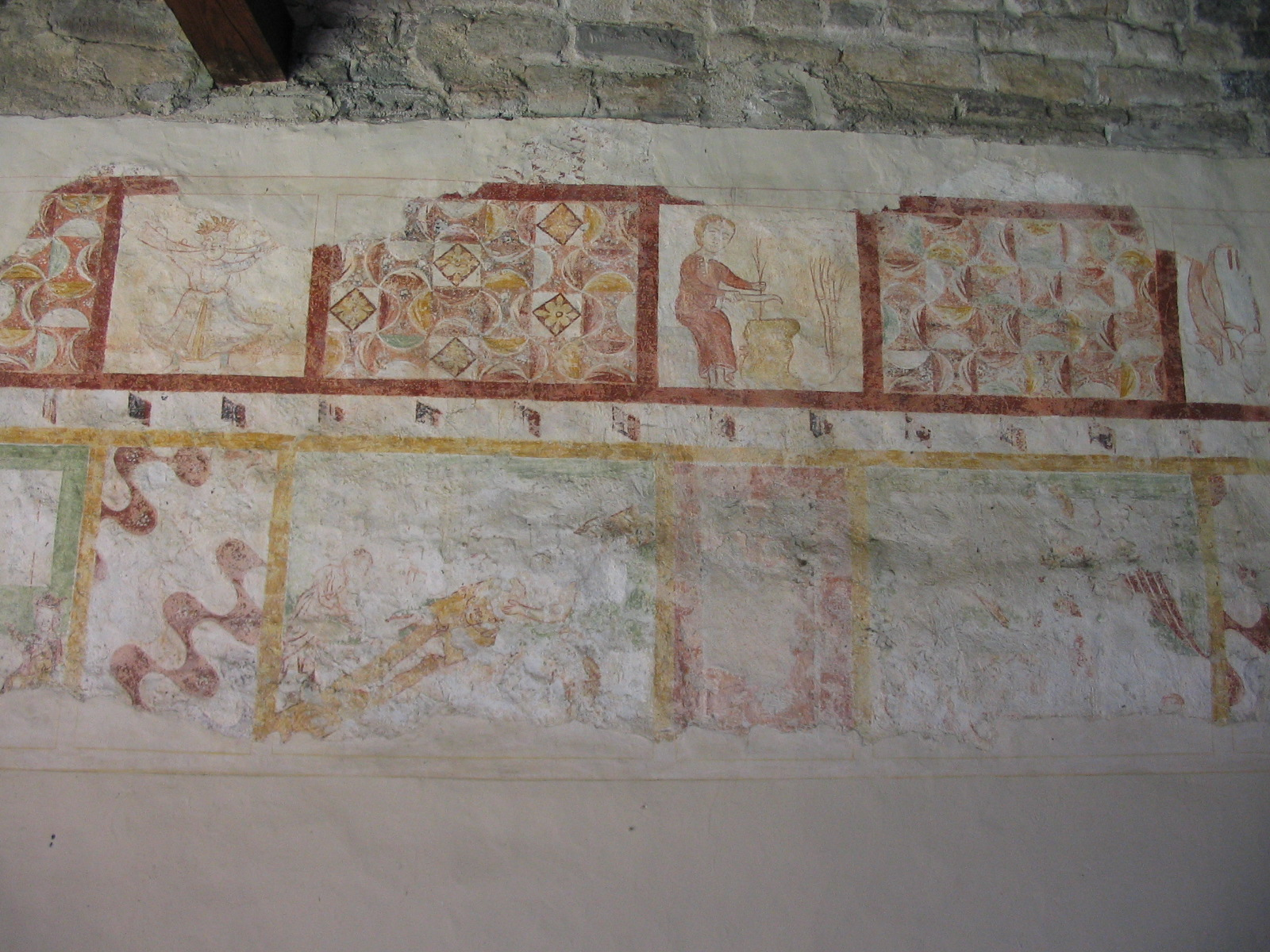
Il calendario
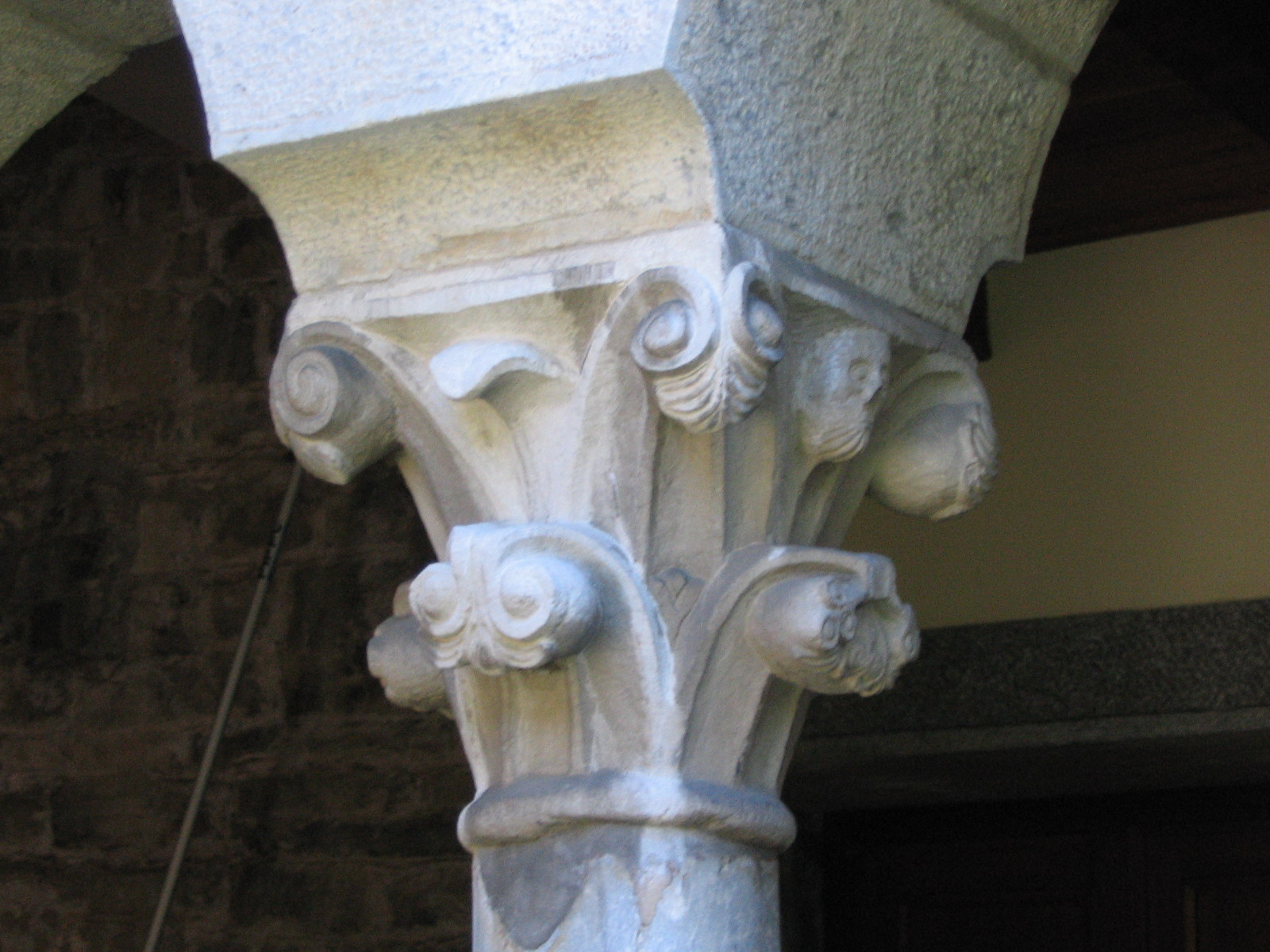
Capitello
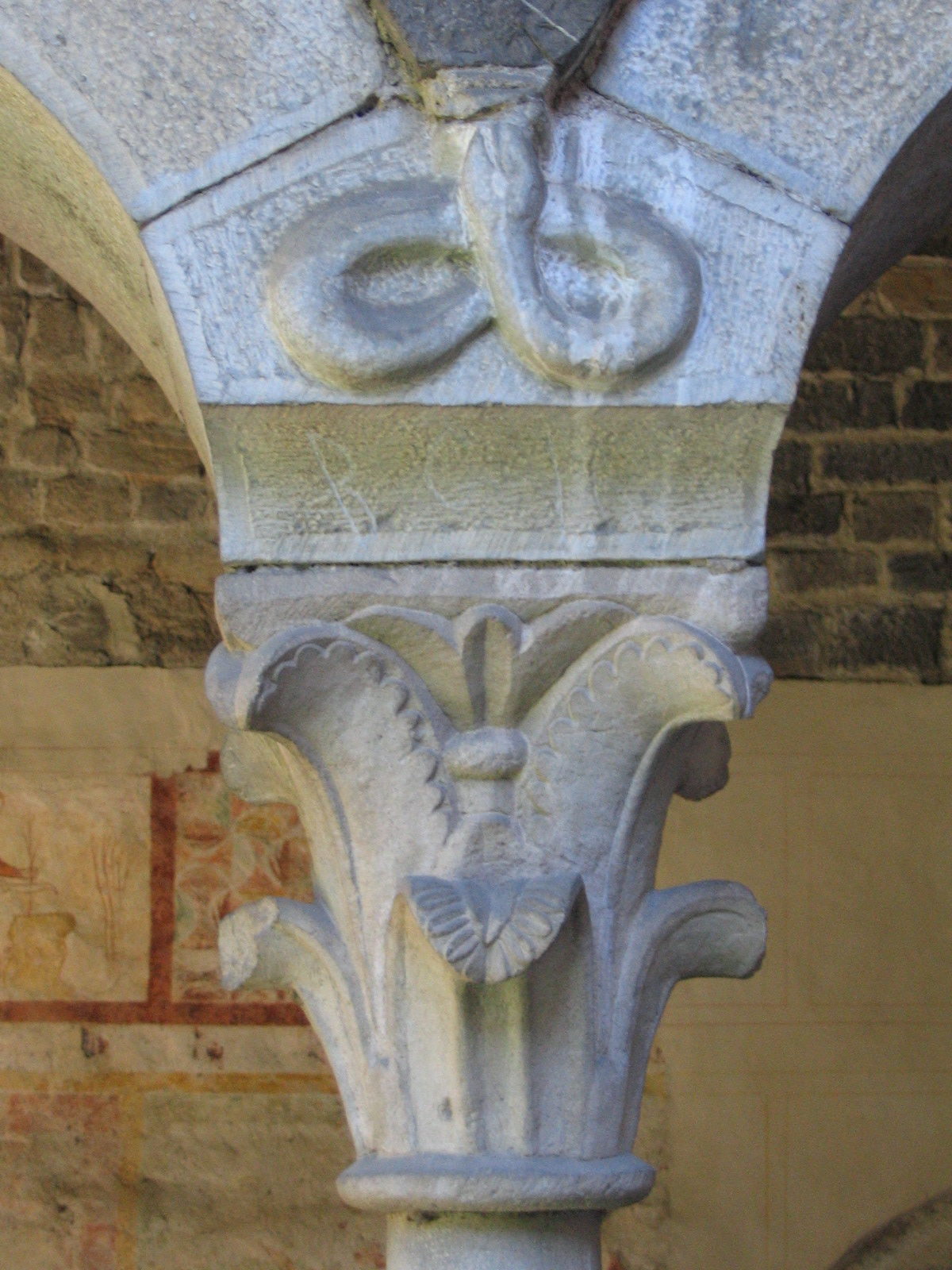
Capitello
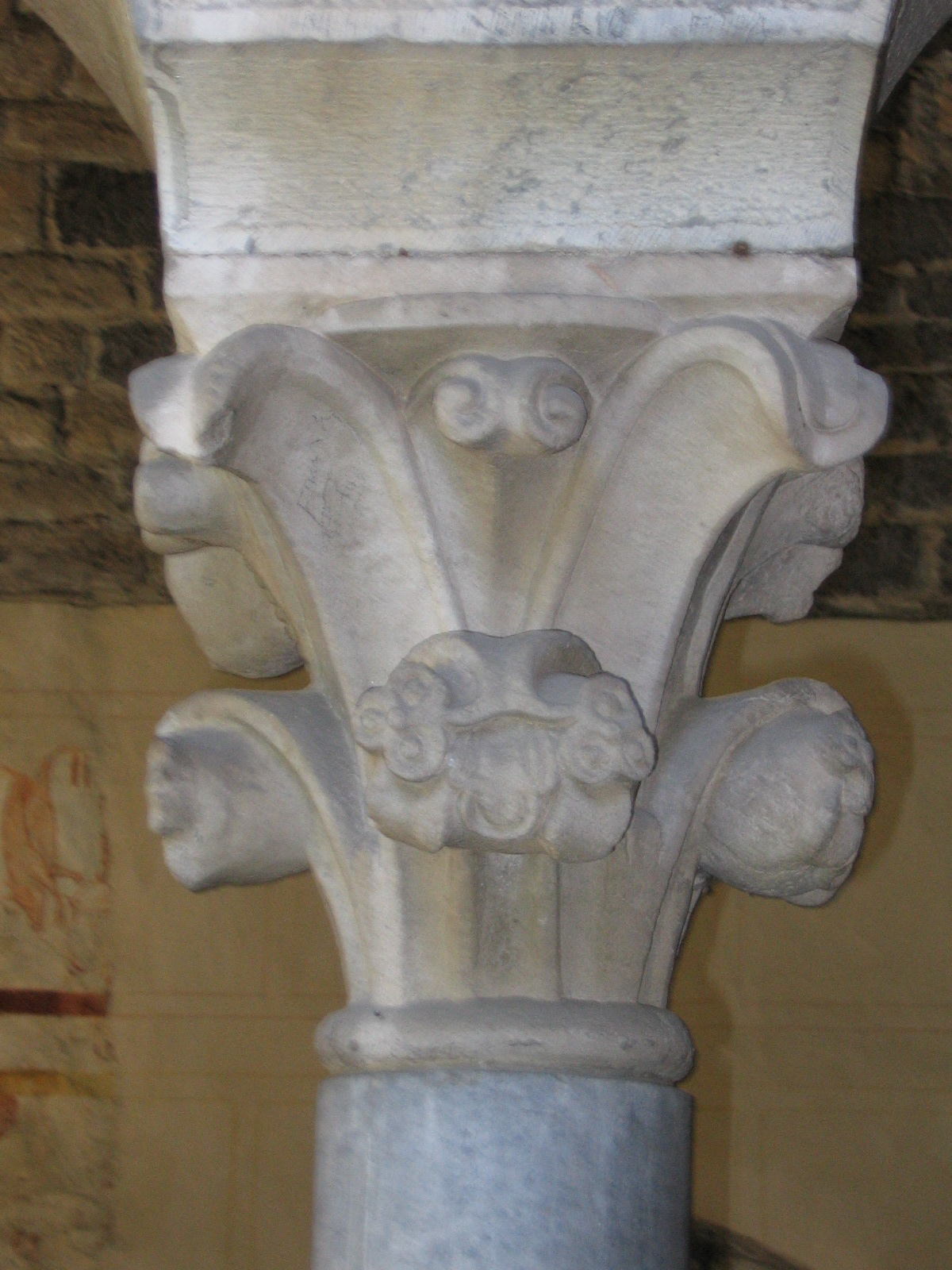
Capitello
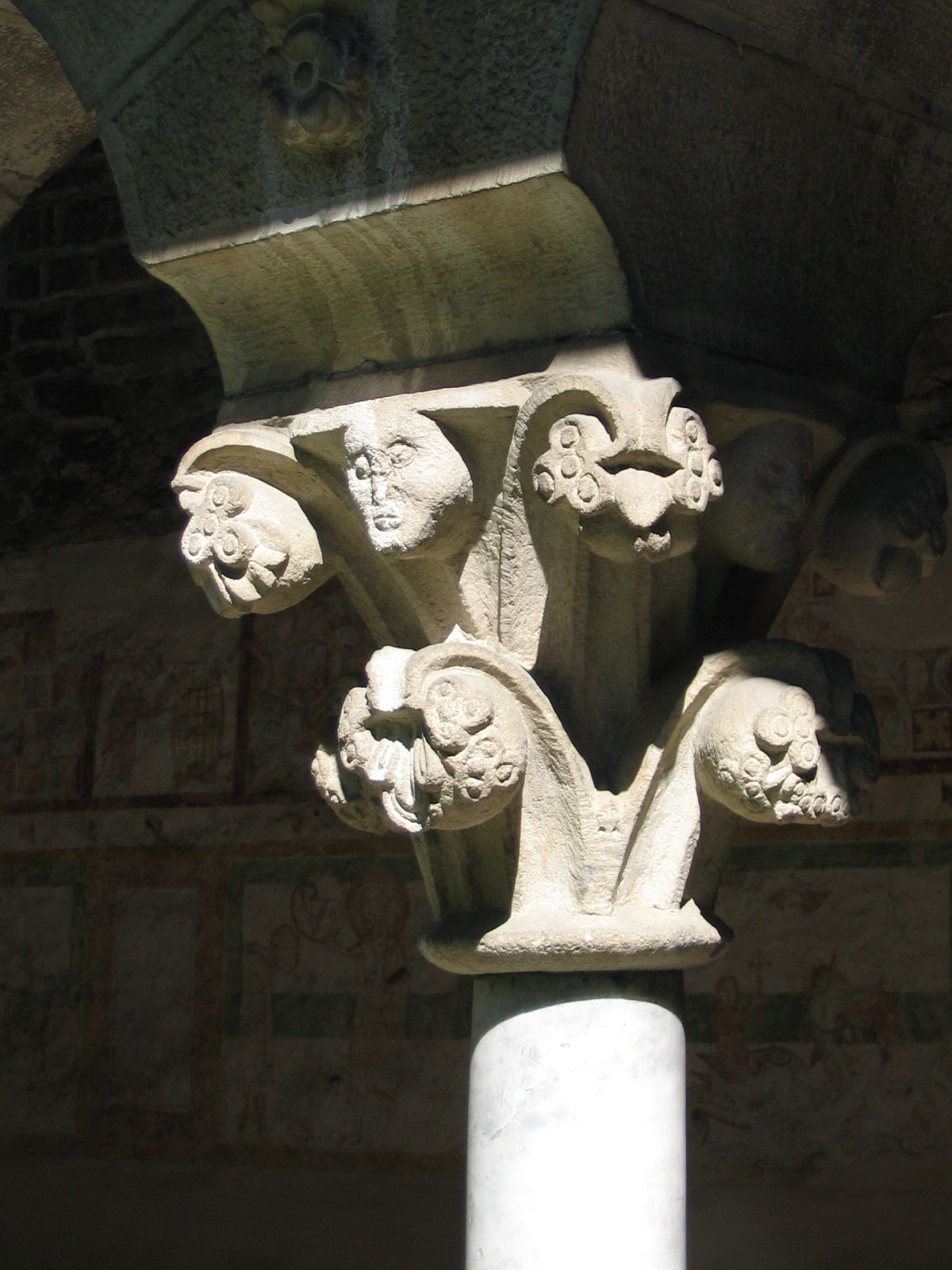
Capitello
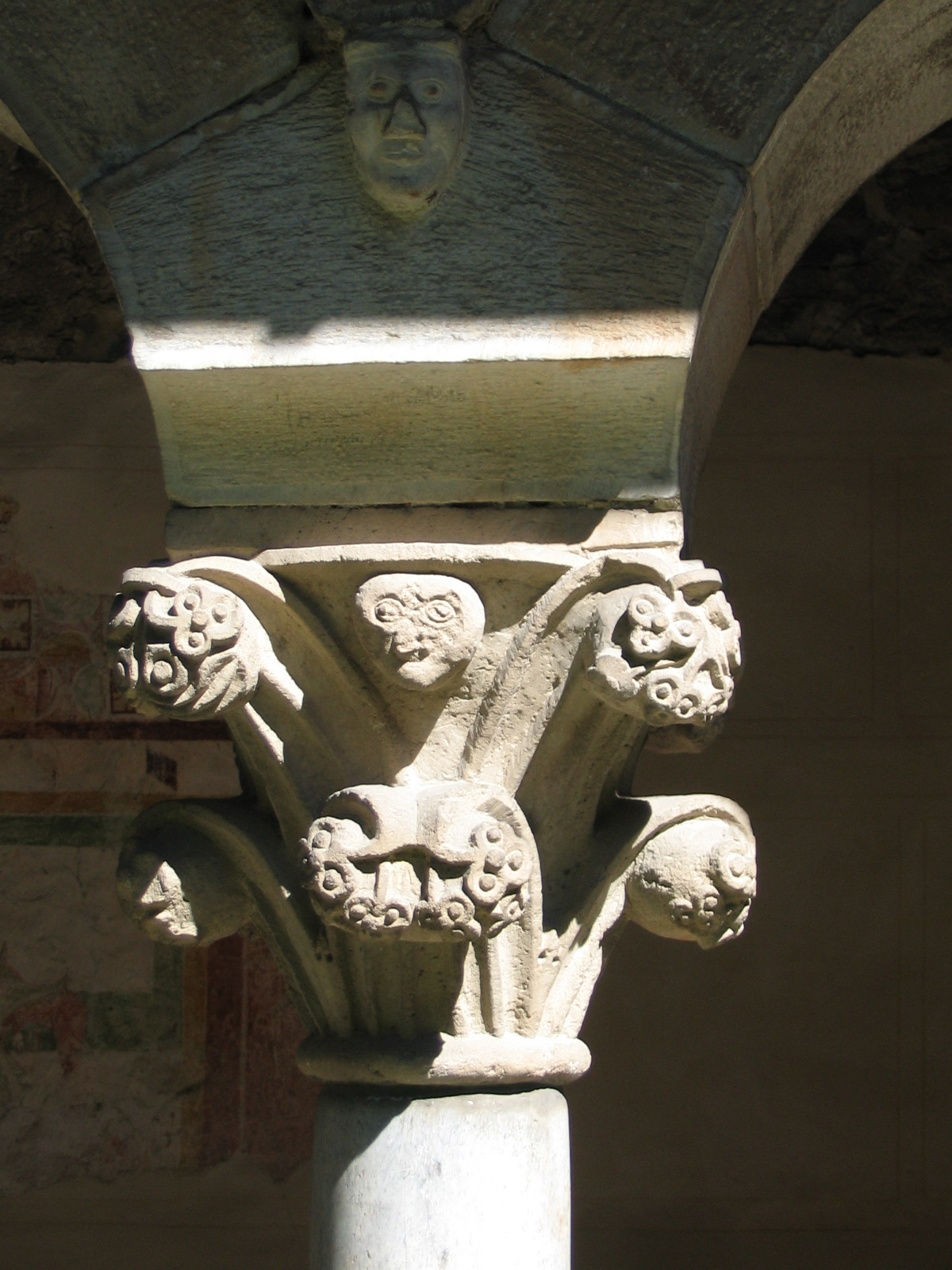
Capitello
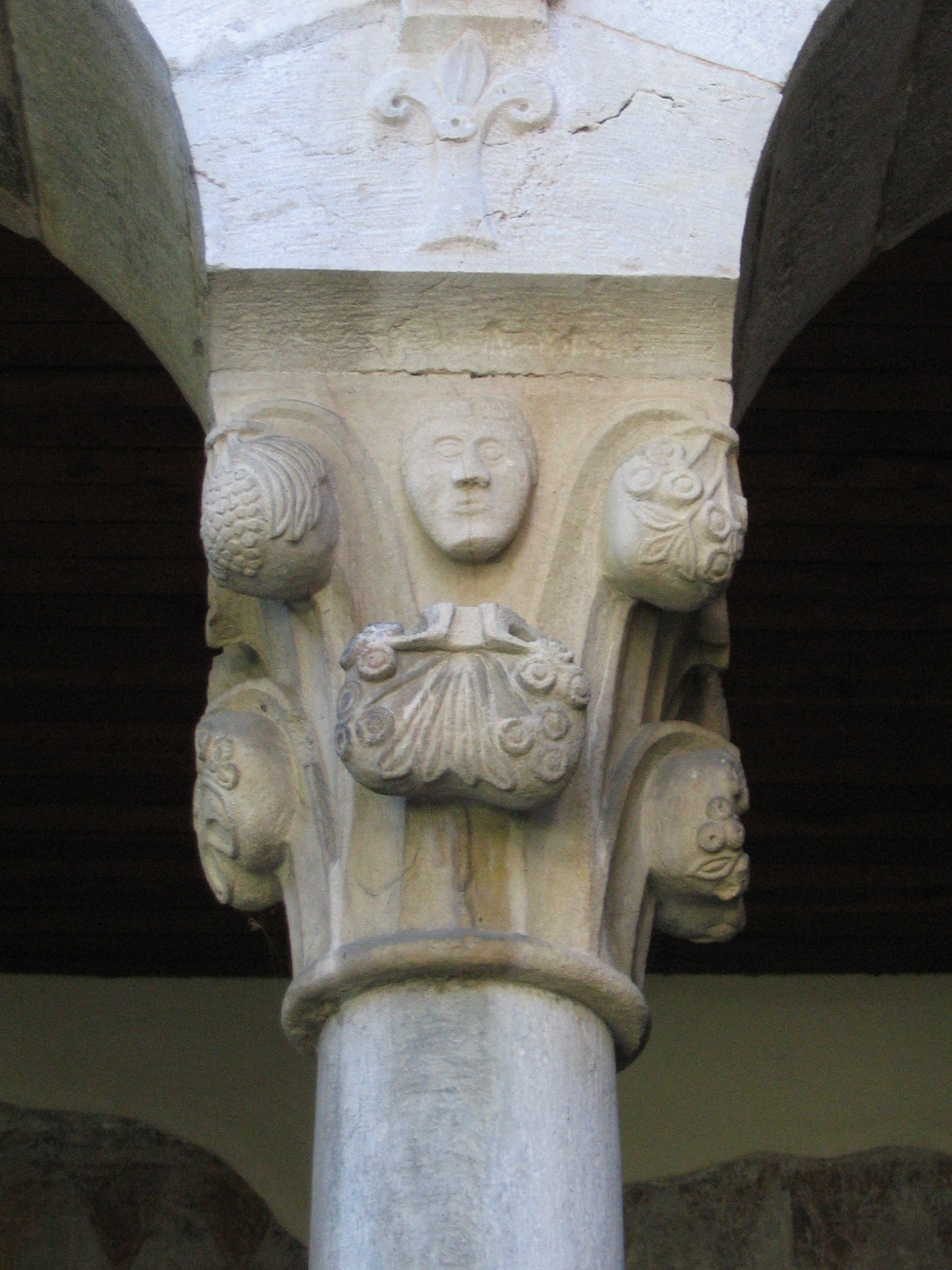
Capitello
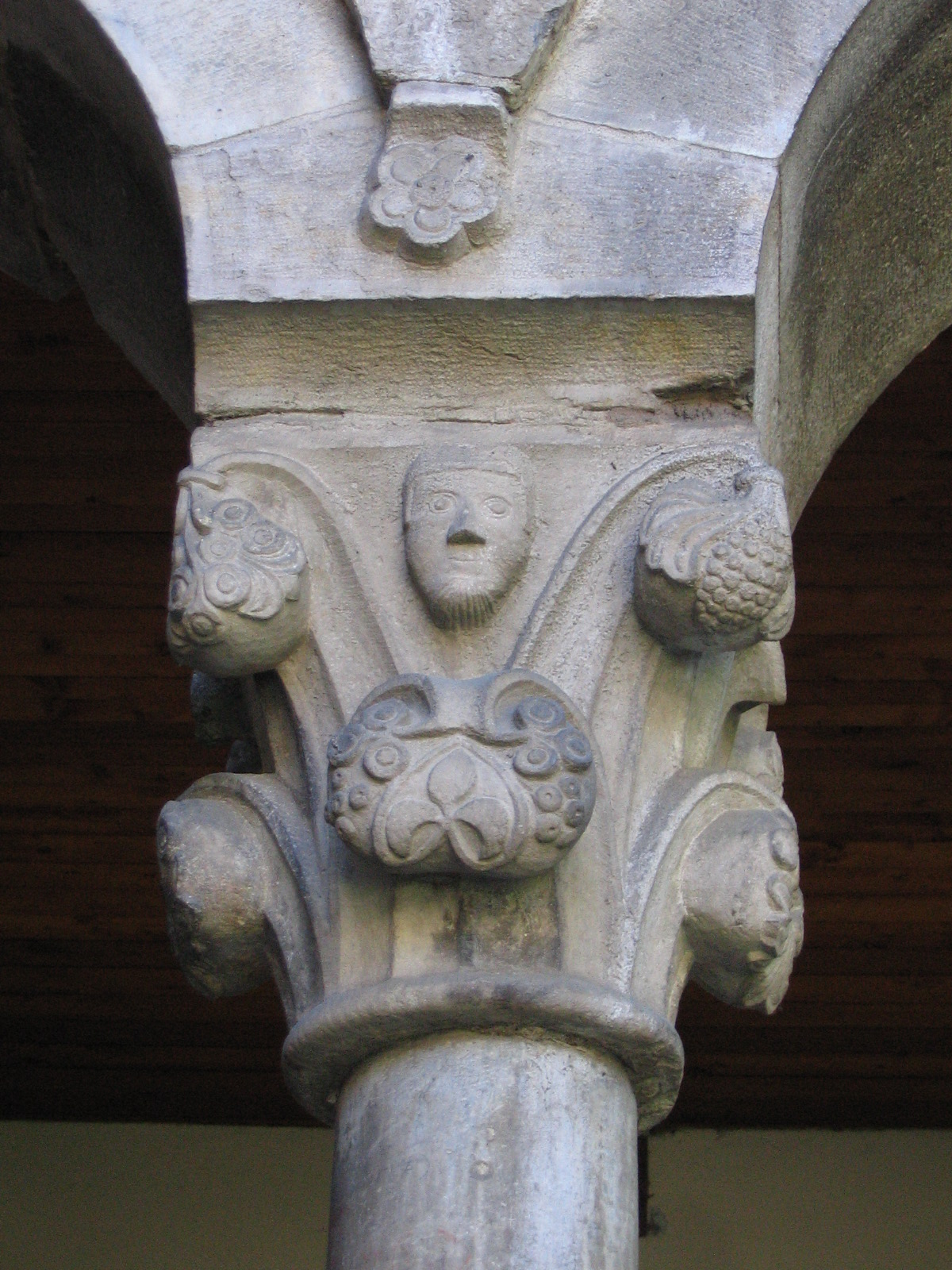
Capitello

### Esplicative
1. ↑  La visita pastorale del vescovo di Como Feliciano Ninguarda, in data del 7 novembre 1593, conserva la memoria di questa fugace dedicazione: « Dentro da una parte del monastero, doppo li muri della capella maggiore, si va in una capella di S.ta Maria antichissima, ecc… ». Questa tardiva citazione indica che è stato il vecchio edificio del quale sussiste il rudere ad aver conosciuto le due intitolazioni.
Don S. MONTI, Atti della visita pastorale di F. Ninguarda vescovo di Como (1589-1593), Como, Newpress, 1991, vol. II, p. 181.

### Bibliografiche
1. 1 2 3 4 5 6 7 8 9 10 11 12 13 14 15 16 17  Fabiani, S. Nicolò di Piona.
2. 1 2 3 4 5  Brivio, p. 77.
3. 1 2 3 4 5 6 7 8 9 10  Belloni et al., p. 134.
4. ↑  Le Goff J. - Il corpo nel Medioevo.
5. 1 2 3 4 5 6 7 8 9 10 11 12 13 14 15  Tettamanzi, cap. "San Nicolò PIONA - Como".
6. ↑  Brivio, p. 78.
7. 1 2  Belloni et al., p. 135.
8. ↑  A. Galazzetti, il massacro al cantiere gondrand, Rivista "storia e Battaglie" numero 73, Ottobre 2007, pp. 13-20, vds. in particolare pp.19-20
9. ↑  S.Barba , The legacy of Piona Abbey 's herbal liqueurs: when alcohol helps pursuing physical well being.